# Eduard Sarkisow
Eduard Raczikowicz Sarkisow (ros. Эдуард Рачикович Саркисов; ur. 5 kwietnia 1971, Rosyjska FSRR) – rosyjski piłkarz pochodzenia ormiańskiego, grający na pozycji pomocnika, trener piłkarski. 

## Kariera piłkarska

### Kariera klubowa
W 1989 rozpoczął karierę piłkarską w klubie Zoria Ługańsk, skąd przeszedł do Cemientu Noworosyjsk. Kolejne dwa lata bronił barw Araratu Erywań, po czym powrócił do Noworosyjska. W 1996 przeniósł się do Kubania Krasnodar. W rundzie wiosennej sezonu 1998/99 występował w Prykarpattia Iwano-Frankowsk. W 2000 zakończył karierę piłkarską w zespole Żemczużyna Soczi.

## Kariera trenerska
Po zakończeniu kariery piłkarskiej od 2006 pomagał trenować w klubie Czernomoriec Noworosyjsk. Również pełnił w tym klubie obowiązki głównego trenera oraz prowadził go. W 2007 trenował klub Spartak-UGP Anapa, a w 2008 pracował w Szkole Piłki Brazylijskiej w Rosji.

## Sukcesy i odznaczenia

### Sukcesy klubowe
- wicemistrz Wtoroj Ligi ZSRR: 1989
- brązowy medalista Pierwszej Ligi Rosji: 1992
- mistrz Pierwszej Ligi Rosji: 1993, 1994